# 涙の答え
『涙の答え』（なみだのこたえ）は、関ジャニ∞の楽曲。2013年6月12日にインペリアルレコードから24作目のシングルとして発売された。

## 概要
- 前作『へそ曲がり/ここにしかない景色』から約2か月振りのリリース。
- CDは初回限定盤A・B、通常盤の3形態で発売。
- 表題曲「涙の答え」は、大切な人のいない一人ぼっちの世界で、喪失感と悲しみに包まれながらも希望を抱いて生きていこうとするバラードとなっている[9]。
  - 同曲は、メンバーの大倉忠義が主演するショウゲート配給映画『100回泣くこと』の主題歌である[10]。
  - 同曲は、SEKAI NO OWARIのSaoriとNakajinからの楽曲提供である[10]。
- その他、初回限定盤Aと通常盤のカップリングとして「ロイヤルミルクストーリー」、初回限定盤Bと通常盤のカップリングとして「絆奏 [ばんそう]」を収録[10]。
- 通常盤の初回プレス分のみのカップリングとして、9thライブDVD/Blu-ray『KANJANI∞ LIVE TOUR!! 8EST 〜みんなの想いはどうなんだい?僕らの想いは無限大!!〜』の通常盤・Blu-ray盤のエンドロールとして使用された、シングル12曲の約20分のリミックス音源「∞th ANNIVERSARY Single's Remix」を収録[10]。
- 初回限定盤には特典DVDを付属。
  - 初回限定盤Aには、表題曲「涙の答え」のミュージック・ビデオを収録[9]。
    - 自身初の全編ストーリー仕立てのMVとなっており、別々の人生を歩む友人たちが再会し、在りし日を振り返る様子が描かれている[9]。

  - 初回限定盤Bには、メンバーの歌唱シーンのみで構成した表題曲のリップシンクバージョンのミュージック・ビデオと、初回限定盤AのMVのメイキングを収録[9]。
- 2024年1月1日、デビュー20周年を記念し、過去にリリースされた全楽曲が各種音楽ダウンロードサービス、サブスクリプションサービスで配信されることに伴い、表題曲「涙の答え」がベストアルバム『GR8EST』の収録曲、同年1月24日には同曲がアルバム『JUKE BOX』の収録曲として配信開始され、同年1月31日には本作の全収録曲の配信も開始された[11][12][13]。

### 各形態概要
| 曲名                           | 形態  | 形態  | 形態       | 形態 |
| 曲名                           | 初回A | 初回B | 通常(初回) | 通常 |
| ------------------------------ | ----- | ----- | ---------- | ---- |
| ロイヤルミルクストーリー       | ○     | ×     | ○          | ○    |
| 絆奏 [ばんそう]                | ×     | ○     | ○          | ○    |
| ∞th ANNIVERSARY Single's Remix | ○     | ○     | ○          | ×    |

| 特典内容                                    | 形態                   |
| ------------------------------------------- | ---------------------- |
| 特典DVD（詳細は「#特典DVD」を参照）         | 初回限定盤A            |
| A5サイズ特製ブックレット型ジャケット（24P） | 初回限定盤A            |
| 特典DVD（詳細は「#特典DVD」を参照）         | 初回限定盤B            |
| デジパック仕様                              | 初回限定盤B            |
| 三方背ケース仕様                            | 初回限定盤B            |
| デジパック仕様                              | 通常盤（初回プレス分） |
| 三方背ケース仕様                            | 通常盤（初回プレス分） |

## 販売形態
- 発売日：2013年6月12日
  - 初回限定盤A（TECI-841：CD+DVD）
    - A5サイズ特製ブックレット型ジャケット仕様（24P）

  - 初回限定盤B（TECI-842：CD+DVD）
    - デジパック+三方背ケース仕様

  - 通常盤（TECI-843：CD）
    - 三方背ケース仕様（初回プレス盤のみ）
- 発売日：2015年7月1日
  - 通常盤：再発売（JACA-5540：CD）
    - 自身の所属レコード会社を『テイチクエンタテインメント』から『INFINITY RECORDS』へ移籍したため、INFINITY RECORDSより再発売。
- 発売日：2019年7月12日
  - 通常盤：十五催ハッピープライス盤（JSNC-1524：CD）
    - 自身の配信アプリ『関ジャニ∞アプリ』対応のため、15%オフでの再発売。
- 発売日：2024年1月31日
  - 配信作品
    - デビュー20周年を記念した音楽ダウンロードサービスおよびサブスクリプションサービスでの配信[11][12][13]。

## チャート成績

### シングルチャート順位
- オリコンチャート
  - 初週248,754枚を売り上げ、2013年6月24日付の「オリコン週間 CDシングルランキング」で週間1位を獲得した[1][2]。
    - 11作連続、通算19作目のシングル1位となった[1]。

  - 累計274,343枚を売り上げ、2013年6月度「オリコン月間 CDシングルランキング」で月間3位を獲得した[3]。
  - 累計286,657枚を売り上げ、2013年度「オリコン年間 CDシングルランキング」で年間26位を獲得した[4]。
- Billboard JAPAN
  - 2013年6月19日公開の「Billboard JAPAN Top Singles Sales」で週間1位を獲得した[6]。
  - 2013年度「Billboard Japan Top Singles Sales Year End」で年間11位を獲得した[7]。

### 各曲チャート順位
- Billboard JAPAN
  - 初週29,706ptを記録し、2013年6月19日公開の「Billboard Japan Hot 100」で表題曲「涙の答え」が週間1位を獲得した[5]。
  - 2013年度「Billboard Japan Hot 100 Year End」で表題曲「涙の答え」が年間20位を獲得した[8]。

## 収録曲

### CD

#### 通常盤・初回限定盤A・配信
※「絆奏 [ばんそう]」は通常盤・配信作品のみ、「∞th ANNIVERSARY Single's Remix」は通常盤の初回プレス分のみ収録。
1. 涙の答え - [5:00]
作詞：Saori
作曲：Nakajin
編曲：野間康介
  - ショウゲート配給映画『100回泣くこと』主題歌[10]
  - SEKAI NO OWARIのSaoriとNakajinからの楽曲提供[10]。
2. ロイヤルミルクストーリー - [3:40]
作詞：TAKESHI
作曲：鈴木ともよし
編曲：久米康隆
ブラスアレンジ：YOKAN
3. 絆奏 [ばんそう] - [4:03]
作詞：松原さらり
作曲：南田健吾
編曲：Sean Gold
4. ∞th ANNIVERSARY Single's Remix - [20:12]
編曲：大西省吾
  1. 無限大
  2. 浪花いろは節
  3. 好きやねん、大阪。
  4. ∞SAKAおばちゃんROCK
  5. ズッコケ男道
  6. 無責任ヒーロー
  7. 急☆上☆Show!!
  8. LIFE〜目の前の向こうへ〜
  9. ツブサニコイ
  10. ER / エイトレンジャー
  11. 大阪ロマネスク
  12. 好きやねん、大阪。

  - 9thライブDVD/Blu-ray『KANJANI∞ LIVE TOUR!! 8EST 〜みんなの想いはどうなんだい?僕らの想いは無限大!!〜』通常盤・Blu-ray盤エンドロール
  - 2024年1月現在、音楽ダウンロードサービスおよびサブスクリプションサービスでは未配信。

#### 初回限定盤B（CD）
1. 涙の答え
2. 絆奏 [ばんそう]

### 特典DVD

#### 初回限定盤A（特典DVD）
| #         | タイトル                 | 作詞 | 作曲・編曲 | 時間 |
| --------- | ------------------------ | ---- | ---------- | ---- |
| 1.        | 「涙の答え」(Music Clip) |      |            | 8:00 |
| 合計時間: | 合計時間:                | 8:00 |            |      |

#### 初回限定盤B（特典DVD）
| #         | タイトル                            | 作詞  | 作曲・編曲 | 時間  |
| --------- | ----------------------------------- | ----- | ---------- | ----- |
| 1.        | 「涙の答え」(Music Clip / Lip ver.) |       |            | 3:34  |
| 2.        | 「涙の答え」(メイキング映像)        |       |            | 16:09 |
| 合計時間: | 合計時間:                           | 19:43 |            |       |

## 楽曲提供者
- SEKAI NO OWARI
  - Saori
    - 「涙の答え」(作詞)

  - Nakajin
    - 「涙の答え」(作曲)

## 収録作品

### アルバム
涙の答え
- 6thアルバム『JUKE BOX』
- 2ndベストアルバム『GR8EST』

ロイヤルミルクストーリー
- 2ndベストアルバム『GR8EST』(201∞限定盤 特典CD)

※メドレーの1曲として収録。

### 映像作品

#### ライブ映像
涙の答え
- 10thライブDVD/Blu-ray『KANJANI∞ LIVE TOUR JUKE BOX』
- 18thライブDVD/Blu-ray『関ジャニ'sエイターテインメント GR8EST』

ロイヤルミルクストーリー
- 19thライブDVD/Blu-ray『十五祭』

絆奏 [ばんそう]
- 12thライブDVD/Blu-ray『関ジャニズム LIVE TOUR 2014≫2015』

#### ミュージック・ビデオ
涙の答え
- 2ndベストアルバム『GR8EST』(完全限定豪華盤 特典DVD)